# Hans Riegel

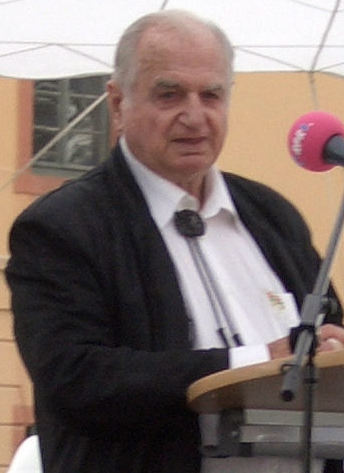
Hans Riegel in 2005

Johannes Peter "Hans" Riegel (Bonn, 10 maart 1923 – aldaar, 15 oktober 2013) was een Duits ondernemer met sinds 1991 de Oostenrijkse nationaliteit die in 1946 samen met zijn broer Paul (1926-2009) de snoepfabrikant Haribo van zijn vader overnam.

## Levensloop
Riegel was de oudste zoon van de bedrijfsoprichter Hans Riegel senior, die in 1922 het gummibeertje uitvond, gelatinesnoepjes in de vorm van een beer. Na zijn afstuderen aan de jezuïetenkostschool Aloisiuskolleg promoveerde hij in 1951 aan de Universiteit van Bonn op het proefschrift De ontwikkeling van de wereldsuikerindustrie tijdens en na de Tweede Wereldoorlog.
In 1953 werd hij verkozen tot eerste voorzitter van de Duitse badmintonbond (Deutscher Badminton-Verband) nadat hij het Duitse kampioenschap in het herendubbel had gewonnen. In 1954 en 1955 won hij het gemengd dubbel. In hetzelfde jaar nam hij het initiatief tot de bouw van het eerste indoorbadmintonveld in Duitsland (het 'Haribo-Centrum') in Bonn.
Riegel was eigenaar van het Jakobsberg Hotel- & Golfresort in Boppard in het Rijndal in Duitsland.